# Noch einmal
Noch einmal is een serie kunstwerken van de Nederlandse beeldend kunstenaar Henk Visch.

## Omschrijving
De titel (Nederlands: Nog een keer) verwijst naar het recyclen van het originele ontwerp door de kunstenaar. Als hij een exemplaar verkoopt of kan laten plaatsen giet hij weer een nieuw. De beelden zijn een weergave van een menselijk been. Dat been staat plat op de voet op de grond; over het gehele beeld (in welke uitvoering of van welke grootte dan ook) zijn tekenen te zien van het gieten. Omdat de kunstenaar het been ergens in het bovenbeen heeft afgesneden is onduidelijk bij welk geslachtsvorm het been hoort. De kunstenaar zei over het werk:
Alle dingen hebben een hard, een vloeibaar of een vluchtig gezicht, alleen dat wat de mens maakt, heeft vaak ook een kwetsbaar hart. Daarom is het kunstwerk óók, los van de voorstelling, een ding; niets anders dan een ding, dat gemaakt wordt. En daarom een ding is
. 
Per kijker ontstaat er een ander beeld; de een ziet er een beweging in (alhoewel een been onvoldoende is voor beweging), een ander juist stilstand. Het been lijkt voor sommigen niet stabiel te staan, maar andere versies lijken dat nou juist wel te doen. Het Museum van Hedendaagse Kunst Antwerpen heeft een exemplaar van koper van 104 × 30 × 20 cm; ook de Rabobank heeft een beeld van dergelijke grootte.

## Polderweg

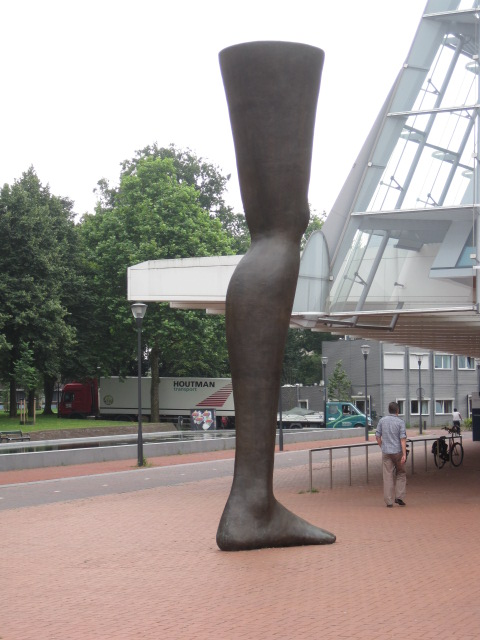
Noch einmal in Amersfoort (2012)

Ymere had voor haar kunstverzameling al een reusachtig exemplaar besteld rond 2010. Het werd geplaatst in Amersfoort, Kunsthal KAdE aan het Smalle Pad voor een solotentoonstelling omtrent Visch. Ymere kon het beeld na die tentoonstelling niet goed kwijt en liet het daarom daar staan. Bij de voltooiing van de herinrichting van de terreinen van de Oostergasfabriek in 2018 vond Ymere (die hier bouwde) de tijd rijp het beeld naar Amsterdam te halen om het te (laten) plaatsen tussen de Polderweg en het dijklichaam van de Spoorlijn Amsterdam - Amersfoort. Het was het laatste kunstwerk dat Ymere in de openbare ruimte zou neerzetten, een gevolg van een beslissing uit 2016, ze plaatste vanaf toen alleen nog kunstwerken in en op gebouwen. De kunstenaar lichtte in 2018 nog toe, dat een deel van de inspiratie voor het beeld afkomstig is uit een geheel andere hoek:
Eigenlijk gaat al mijn werk over staan. Dat zou je best een soort thema kunnen noemen. Alle beelden staan op een voet of steunen ergens op. Dit been in Oostpoort is het grootste exemplaar in de hele reeks van benen die ik heb gemaakt. Wie goed naar het been kijkt kan in het beeld het hoofd van de Egyptische koningin Nefertiti zien. Zij is voor mij de inspiratie geweest voor dit kunstwerk
Het werd in juni 2018 uitgegraven in Amersfoort en in augustus onthuld op haar nieuwe plaats.